# Aeschynomene trigonocarpa
Aeschynomene trigonocarpa är en ärtväxtart som beskrevs av Baker f. Aeschynomene trigonocarpa ingår i släktet Aeschynomene och familjen ärtväxter. Inga underarter finns listade i Catalogue of Life.